# Blue Dot Network
Blue Dot Network (BDN) — це система сертифікації якісних інфраструктурних проектів. Ініціатива є спільним проектом урядів Австралії, Чехії, Японії, Іспанії, Швейцарії, Сполученого Королівства та Сполучених Штатів, який підтримує інвестиції у високоякісні інфраструктурні проекти по всьому світу, особливо з боку приватного сектору.
Програма була заснована у 2019 році з початковим фінансуванням у розмірі 60 мільярдів доларів США. У 2021 році успіх програми вплинув на прийняття ініціативи Build Back Better World (B3W) країнами "Великої сімки" (G7).
Сертифікацію Blue Dot Network розроблено за підтримки ОЕCР.
Програма розглядалася як відповідь на китайський міжнародний проект розвитку "Один пояс, один шлях".